# Michal Pančík
Michal Pančík (* 18. srpna 1982, Brezno) je slovenský fotbalový záložník. Od července 2013 působí v FO ŽP ŠPORT Podbrezová.

## Klubová kariéra
Svoji fotbalovou kariéru začal v FO ŽP ŠPORT Podbrezová, kde se postupně propracoval přes mládežnické kategorie do prvního mužstva. Od roku 2003 oblékal dres FK Dukla Banská Bystrica, s nímž vyhrál v sezoně 2004/05 slovenský fotbalový pohár.
Z Dukly po 10 letech zamířil zpět do FO ŽP ŠPORT Podbrezová (před sezonou 2013/14). S Podbrezovou slavil po sezoně 2013/14 historicky první postup do 1. slovenské ligy.

## Reprezentační kariéra
V roce 2006 odehrál jeden zápas v dresu slovenské reprezentace, šlo o ligový výběr.